# Jo Vonlanthen
Jo Vonlanthen, född 31 maj 1942 i St. Ursen, 
är en schweizisk racerförare.

## Racingkarriär
Vonlanthen körde ett formel 1-lopp säsongen 1975. Han körde en Williams-Ford i Österrike, där han dock tvingades bryta på grund av motorproblem.